# Paranormal Activity 4
Paranormal Activity 4 är en amerikansk skräckfilm från 2012 i regi av Ariel Schulman och Henry Joost, med manus skrivet av Christopher Landon. Filmen, som är den fjärde filmen i Paranormal Activity-serien, hade officiell biopremiär den 19 oktober 2012. I rollerna syns bland annat Katie Featherston, som medverkade i den första filmen, samt hade cameoframträdanden i den andra och tredje filmen.

## Handling
Filmen handlar mestadels om en ung tonårstjej vid namn Alex Nelson, som bor i staden Henderson, Nevada tillsammans med sina föräldrar Doug och Holly, samt sin sexårige lillebror Wyatt. En dag flyttar det in en liten pojke i grannhuset till Alex och hennes familj, och när hon sedan stöter på denna lille pojke i sin gamla lekstuga, börjar en rad skräckinjagande händelser att inträffa.

## Rollista
- Kathryn Newton – Alex Nelson
- Matt Shively – Ben
- Aiden Lovekamp – Wyatt Nelson / Hunter Rey
- Brady Allen – Robbie
- Stephen Dunham – Doug Nelson
- Alexondra Lee – Holly Nelson
- Katie Featherston – Katie
- Georgica Pettus – Sarah Degloshi
- Alisha Boe – Tara
- Brendon Eggertsen – Derek
- Frank Welker – vokaleffekter / Tobi